# 염정공서

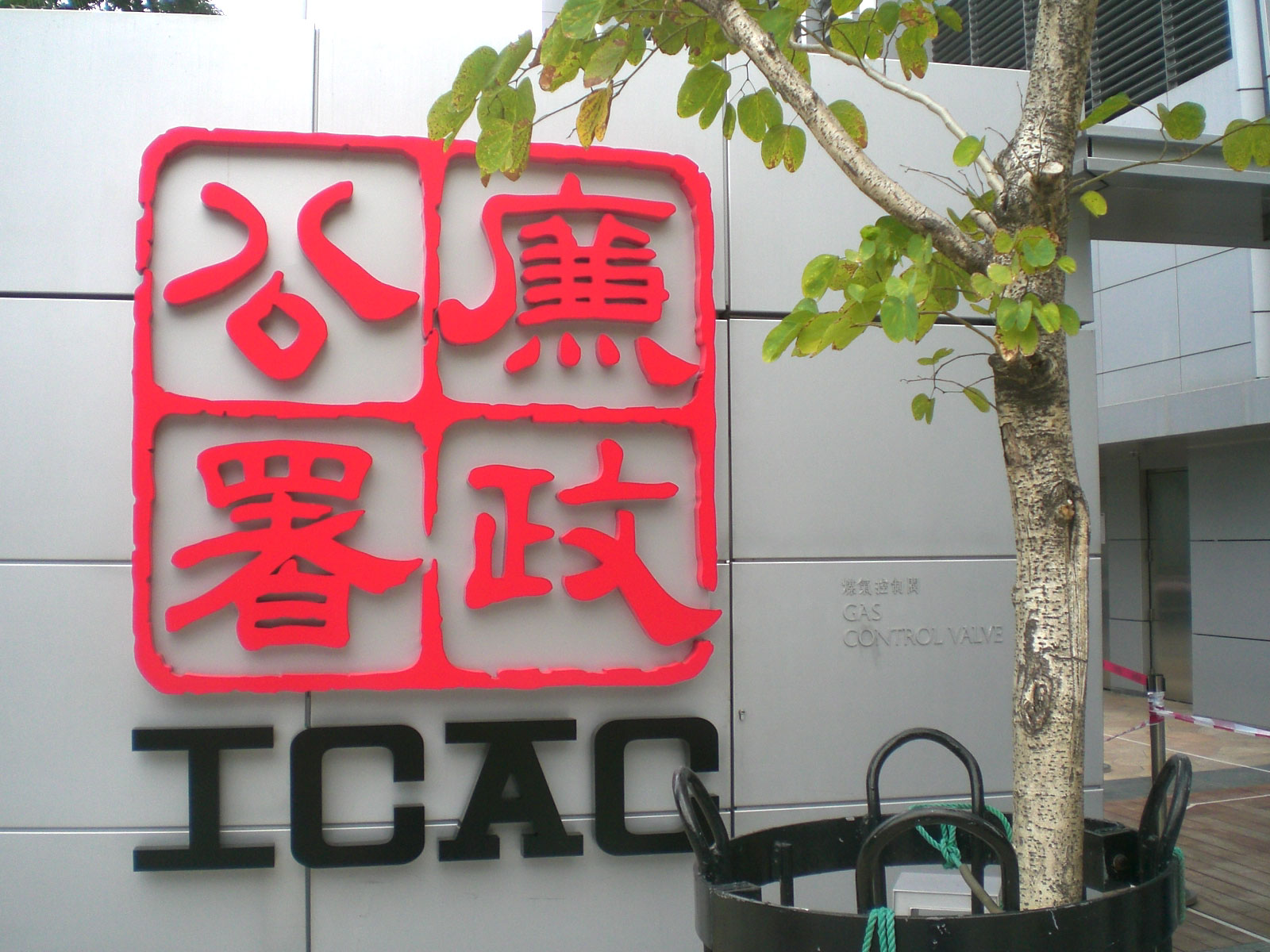
ICAC 본부 빌딩의 로고

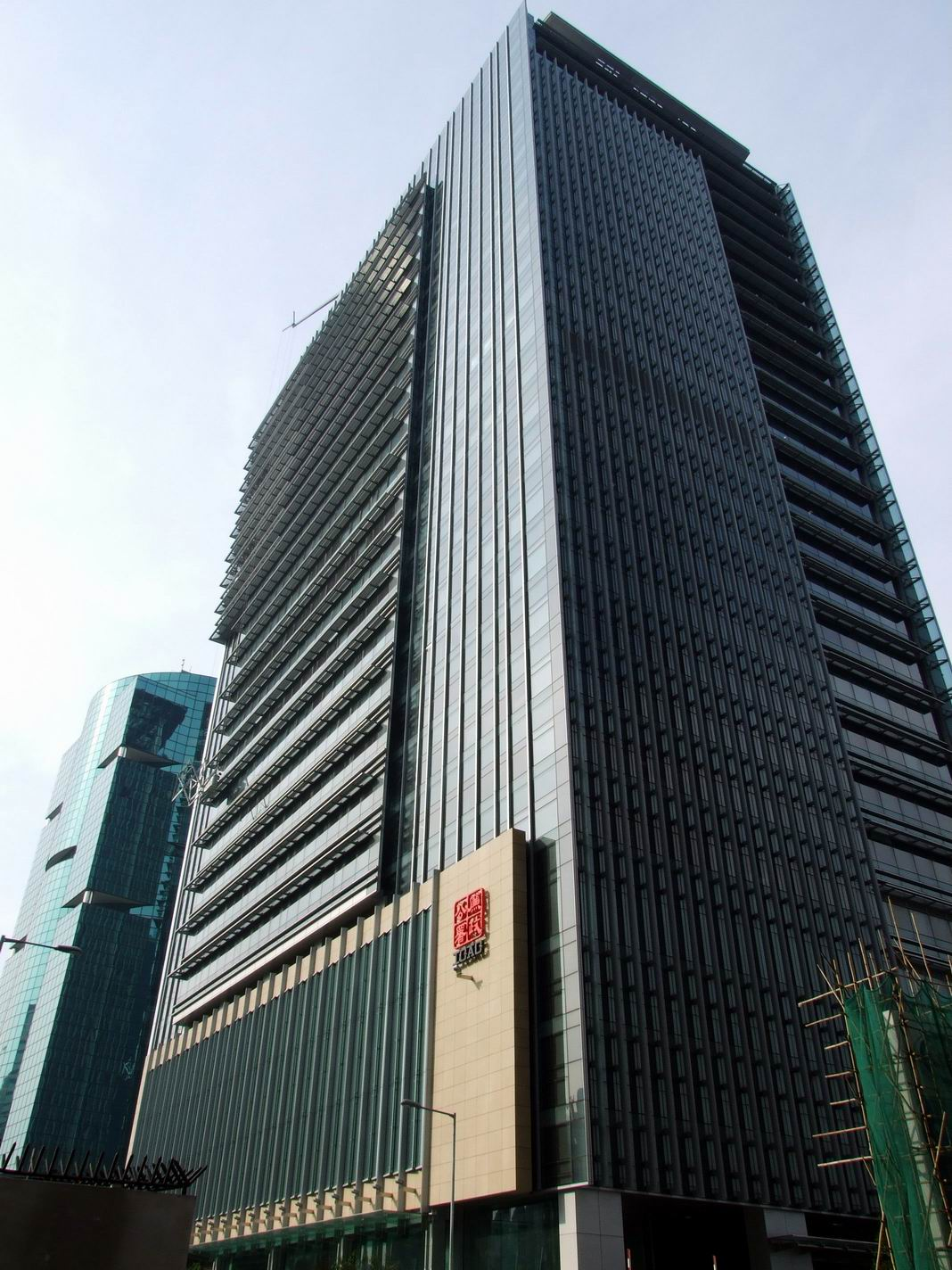
노스 포인트에 있는 ICAC 본부 빌딩

염정공서(廉政公署, ICAC)는 홍콩의 반부패 수사 기구로서, 홍콩 특별 행정구 장관이 직접 지휘하는 독립적인 기구이자 독자적인 수사권을 갖춘 부패 방지 수사 기구이다. 2010년 현재 염정전원(廉政專員)은 탕현명(湯顯明)이 맡고 있다.
염정공서는 직원 1,200여 명이 근무하고 있으며 부패 혐의자를 영장 없이 체포하고 48시간 동안 구금할 수 있는 수사 권한을 보유하고 있다.

## 연표
- 1974년 2월 15일 - ICAC 조례에 의거, ICAC 설립
- 2007년 - ICAC의 자체 여론조사 결과 홍콩인 99%가 ICAC를 신뢰한다는 답변을 했다.
- 2009년 11월 17일 - 국제투명성기구가 발표한 부패지수(CPI}에서 홍콩은 세계 12위였다. 뉴질랜드 1위, 싱가포르 3위, 일본 17위, 대만 37위, 한국 39위를 차지했다. 즉, 홍콩은 싱가포르에 이어 아시아 2위의 청렴국가이다. List_of_countries_by_Corruption_Perceptions_Index 참조.

## 관련 작품
ICAC는 부패 방지를 위해 전단지나 포스터 등은 물론, 부패 방지 효과를 더욱 극대화하기 위해 홍콩의 공영방송국과 합작한 드라마를 제작하고 있다.
| 첫 방송         | 편수 | 제목                        | 출연                           | 감독                          | 연합방송사 |
| 1976년 2월 17일 | 13   | 정묵적혁명 (靜默的革命)     | 유송인, 나석청, 여소전, 장영   | ??                            | 홍콩 RTV   |
| 1982년          | ??   | 염정선봉 (廉政先鋒)         | 허소웅, 증강, 하우             | ??                            | ??         |
| 1994년          | ??   | 염정행동1994 (廉政行動1994) | 곽부성, 이약동, 유송인, 증화천 | ??                            | 홍콩 TVB   |
| 1996년          | ??   | 염정행동1996 (廉政行動1996) | 진전붕, 적룡, 장국강, 요계지   | ??                            | 홍콩 TVB   |
| 1998년 11월 1일 | 5    | 염정행동1998 (廉政行動1998) | 적룡, 장조휘, 조영염, 용금창   | 주휘(周輝)                    | 홍콩 TVB   |
| 2007년 9월 1일  | 5    | 염정행동2007 (廉政行動2007) | 묘교위, 이수현, 오탁희, 진금홍 | 양가수(梁家樹) 나향란(羅香蘭) | 홍콩 TVB   |
| 2009년 9월 26일 | 5    | 염정행동2007 (廉政行動2009) | 선훤, 곽선니, 소미기, 임보이   | 양가수(梁家樹) 나향란(羅香蘭) | 홍콩 TVB   |

## 같이 보기
- 국가예방부패국
- 탐오조사국